# Ferdinand Maria Chotek von Chotkow

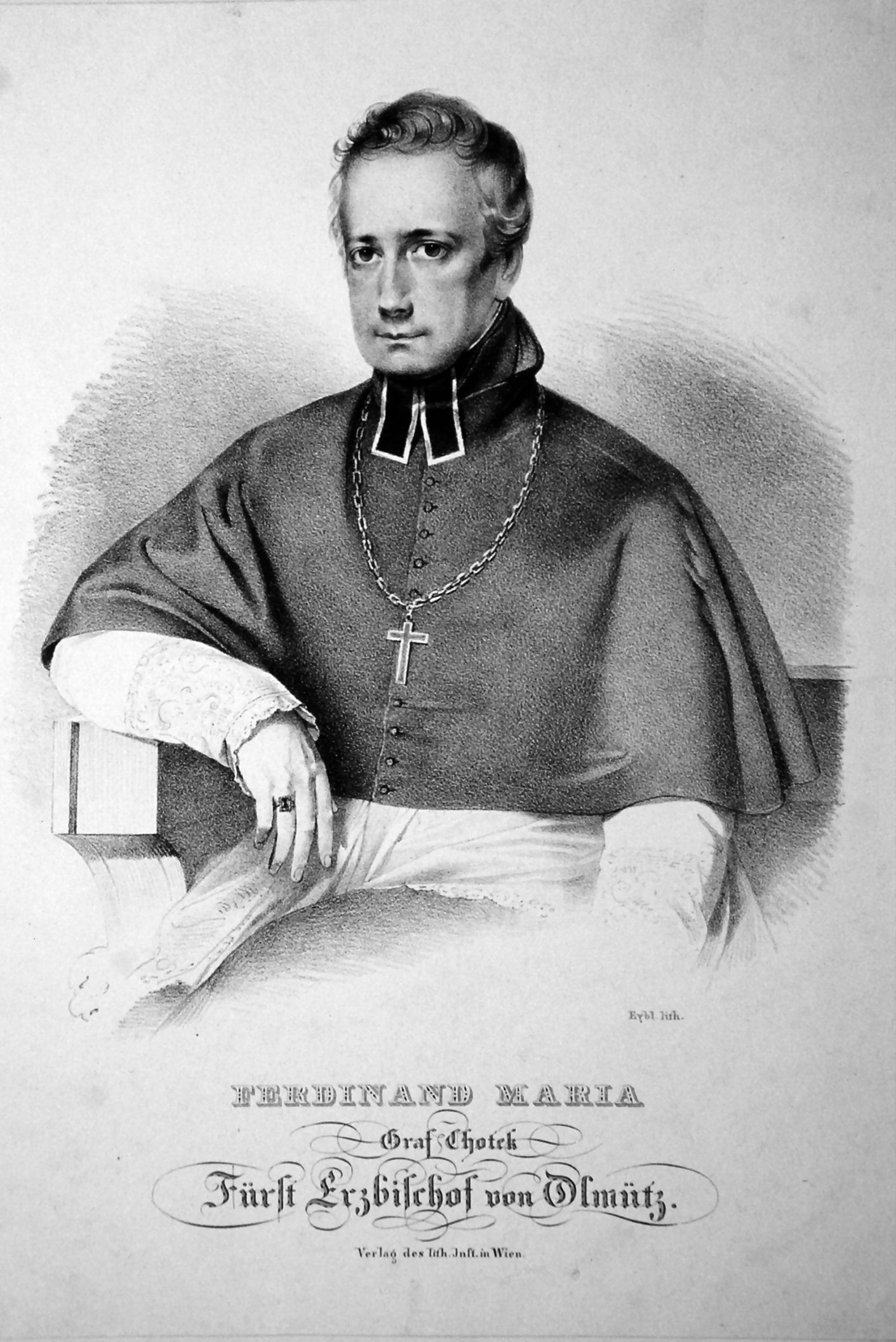
Ferdinand Maria Graf Chotek, Lithographie von Franz Eybl, um 1830

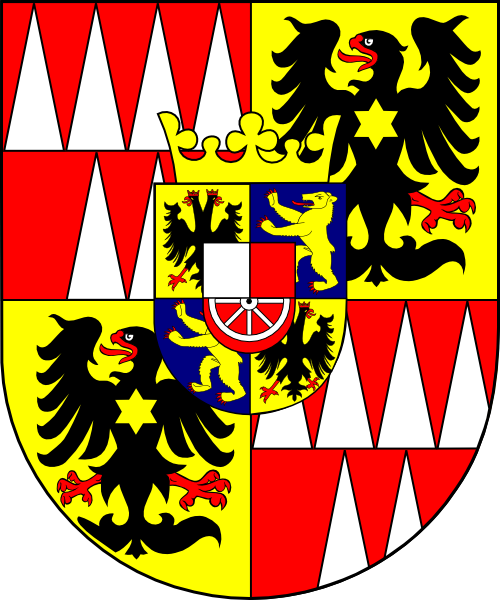
Wappen des Erzbischofs

Ferdinand Maria Graf Chotek von Chotkow und Wognin (* 8. September 1781 in Wien; † 5. September 1836 in Prag) war Bischof von Tarnów und Erzbischof von Olmütz.

## Herkunft
Ferdinand Maria entstammte dem böhmischen alten Adelsgeschlecht Chotek von Chotkow und Wognin vom Stammsitz Chockow bei Radnitz in Westböhmen und war ein Sohn des Gubernialpräsidenten im Königreich Böhmen und k.u.k. Staats- und Konferenzministers Johann Rudolph Graf Chotek von Chotkow und Wognin (1748–1824) und seiner Ehefrau Maria Sidonia Gräfin von Clary-Aldringen, Tochter des Franz Wenzel Fürst von Clary-Aldringen und der Maria Josepha, geborene von Hohenzollern-Hechingen, hatte sieben Geschwister und war Enkel des Johann Karl Graf Chotek von Chotkowa und Wognin (1704–1787), u. a. kaiserlicher Gouverneur der Oberpfalz, verehelicht am 25. Mai 1740 in Wien  mit Anna Maria Theresia Gräfin Kottulinsky von Kottulin (* 1771, † 1778), verwitwete Gräfin Browne de Hautois, einer Familie aus Schlesien.

## Leben
Graf Ferdinand Maria Chotek von Chotkowa und Wognin wurde nach einem Studium der Theologie an der Karls-Universität Prag und Promotion zum Doktor der Theologie und Philosophie am 29. Dezember 1805 zum Priester geweiht, wurde Domherr in Passau, Prag und 1806 in der Festung Olmütz in Mähren. Am 14. April 1817 wurde er zum Titularbischof von Ptolemais und Weihbischof des Erzbistums Olmütz ernannt. Die Bischofsweihe nahm der Olmützer Bischof Maria Thaddäus von Trautmannsdorff unter Assistenz des Bischofs von Brünn, Wenzel Urban von Stuffler, vor. Bischof Ferdinand Maria von Chotek wurde 1823 Direktor der philosophischen Studien der römisch-katholischen Fakultät der k.k. Franzensuniversität in Olmütz, der heutigen Palacký-Universität Olmütz, 1830 Dompropst und von 1831 bis 1836 Nachfolger des Fürst-Erzbischof Rudolf von Österreich (1788–1831) von Habsburg-Lothringen. Am 30. September 1831 wurde Graf Chotek von Chotkowa und Wognin zum Bischof des Bistums Tarnów in Galizien ernannt. Am 24. Februar 1832 war die feierliche Inthronisation als Erzbischof des Erzbistums Olmütz. Er war Graf der königlich böhmischen Hofkapelle.
Nach 1831 übernahm Fürst-Erzbischof Ferdinand Maria von Chotek die Leitung des bistumseigenen Eisenwerkes Rudolfshütte, die Witkowitzer Eisenwerke bei Mährisch-Ostrau, begründet durch Fürst-Erzbischof Rudolf von Österreich-Toskana in eigene Regie und verpachtete diese 1835. Dieser Industriekomplex wurde 1842/1843 an den Bankier und Industriellen Salomon Rothschild verkauft.
Ferdinand Maria Graf Chotek von Chotkowa und Wognin – er schrieb sich „Chotek von Choczkowa und Wognin“ –  verstarb während der Krönungsfeierlichkeiten für den österreichischen Kaiser Ferdinand I. (* 1793, † 29. Juni 1875) im Jahre 1836 in Prag an der Cholera.